# Илиной (племе)
Илиной или в множествено число илинойс (на английски: Illinoi, Illinois) е северноамериканско индианско племе. Илиной е френската версия на собственото им име „илинуек – мъже, хора“, което понякога се съкращава до „илини“. С това име първите френски изследователи и мисионери наричат група от около 12 – 13 племена, които обитават днешният Илинойс и говорят един език, алгонкински, идентичен с езика на маямите и близък с езиците на групата анишинабе. Територията, която заемат тези племена се простира от двете страни на река Мисисипи, от Преъри дьо Шиен в Уисконсин, до устието на Охайо и на юг до река Арканзас, и разширявайки се в западно Кентъки и в източните части на Мисури и Айова. Ранните френски оценки на населението на тези племена се различават значително една от друга, тъй като различните им групи били в постоянно движение. През 1658 г. отец Етиен Брюле изброява около 20 000 мъже в 60 села или общо около 70 000 души. Тази цифра не се приема от историците, които дават някъде около 12 000 илиной преди контакта с европейците.
Първоначално различните племена са били свързани помежду си чрез родство, общ език и култура. Тези племена формират слаба конфедерация, чието политическо единство е достатъчно, за да доминират над останалите племена в региона.

## Култура
В много отношения илиной си приличат с маямите. И двете племена споделят общи характеристики, които ги свързват с ранните строители на могили от културите Хоупуел, Адена и Мисисипи. Начина им на живот преди 1670 г. е типичен за горската североизточна култура.
След засаждането на културите, племената се разделят на отделни ловни лагери и през есента се връщат да приберат реколтата. За разлика от останалите племена в региона, илиной разчитат повече на стадата бизони, пасящи в прериите на Северен Илинойс. Въпреки че родината им е богата на реки и езера, те не са любители на рибата. Основна храна е месото. Ловуват бизони, елени, мечки и други животни. През лятото се провежда всеобщ лов на бизони. Преди да се сдобият с коне обграждали стадо бизони с огън, след което убивали животните. С лова и войната се занимават изключително мъжете. Женско задължение било земеделието, грижите за домакинството и събирането на различни диви растителни храни. Жените играят важна роля в обществото като шамани и лидери, паралелно с мъжете. През повечето време мъжете ходели облечени само по набедреник, а жените с дълги рокли. И двата пола използват дрехи и наметала от бизонски кожи. Дрехите си украсяват с разноцветни орнаменти, цветни камъчета, животински зъби и пера. Татуировките и боядисването на телата било широко разпространено. Вместо типичните за района на Големите езера канута от брезова кора, илиной изработвали дълбани канута. Мъжете се женят едва, когато се докажат като ловци и войни, но преди това, още по време на пубертета трябва да се сдобият с дух – пазител, чрез пост и молитва по време на ритуала за Търсене на видение. Бракът по правило се урежда от семействата на младоженците и е обвързан с размяната на дарове. Полигамията е често срещана. Изневярата на жените се наказвала със смърт или осакатяване. И мъжете и жените са отговорни за погребването на мъртвите. След като боядисвали лицето на мъртвия с червена боя, го обличат в най-красивите му дрехи, увиват го в кожи и или го погребват, или го поставят на дървено скеле. Траурът трае 1 година. Убийците са или убивани, или плащали кръвнина за убития. Всички важни неща и церемонии са придружавани с пушенето на свещената лула.
Нищо определено не е известно за техните племенни подразделения и кланове. Знае се, че членството в клана се определя по бащина линия. Като цяло представените кланове са Жерав, Мечка и Рис. Според Хенипин жилищата на по-северните племена представляват дълги домове покрити с тръстика и побиращи по 8 – 10 семейства.

## Съставни племена и групи
Първоначално, преди контакта с европейците, Конфедерацията илиной контролира средната част на долината на Мисисипи като съставните племена са разпръснати в широк диапазон.
Следните 6 групи са отделни племена:
- Кахокия – в по-голямата част на централен и Южен Илинойс, главно около устието на река Илинойс.
- Каскаския (Каскакия, Каскуакуа) – в Южен Уисконсин и Северен Илинойс, в горната част на река Илинойс.
- Мичигамея (Кичигами, Метисигамиа) – в Илинойс, по горното течение на река Сангамон.
- Моингуена (Моингона) – в югоизточна Айова и североизточно Мисури, главно около устието на Де Мойн.
- Пеория (Пероверия, Пеуария, Пеуареа) – в североизточна Айова, югозападен Уисконсин и североизточен Илинойс.
- Тамароа – от двете страни на Мисисипи, близо до устиетата на реките Илинойс и Мисури.

Следните 6 групи са отделни групи:
- Чепуса (Чепусеа) – в североизточен Аркавзас и югоизточно Мисури.
- Чинкоа (Чинко)
- Коиракоентанон – в югоизточна Айова, по Де Мойн Ривър.
- Еспеминкия (Испеминкия)
- Меруа (Мароа, Омуахоа)
- Тапоруа (Тапонеро, Тапоуаро, Тапуаро) – в източна Айова и западен Илинойс, около устието на река Айова.

Следните 4 групи са свързани с илинойс, но не са определени:
- Албиуи (Албиви)
- Амонокоа
- Мачинкоа
- Негауичи (Негауичириниуек)

## История
Доста преди срещата им с европейците илиной почувствали ефекта от тяхното присъствие. Епидемиите донесени от експедицията на Ернандо де Сото обезлюдяват голяма част от югоизточните щати. Много от северните племена използват това и се преместват на юг, запълвайки празното пространство оставено от масираното измиране на предишното население. Няколко групи илиной също се преместват на юг до северен Арканзас.
През 1640те Бобровите войни (1629 – 1701) достигат до западните части на Големите езера. Хиляди бежанци от племената в Мичиган, Индиана и Охайо бягат на запад и намират убежище в Уисконсин. Първите групи бежанци са малобройни и не притеснили илиной, но уинебаго от района на Грийн Бей, които преди това са изтласкани на юг от оджибве не са склонни да делят земята си с бежанците. В резултат на това уинебаго стават врагове с всички новодошли. След поредица от битки и епидемии, уинебаго са почти унищожени. От пълно изтребление ги спасяват илиной. Враждата между двете племена има дълга история, но пренебрегвайки това илиной се смиляват над уинебаго и им изпращат на помощ 500 войни и храна. Уинебаго посрещат своите спасители и организират голям празник в тяхна чест. В разгара на празника спомените от предишната вражда надделяват и уинебаго нападат и убиват своите благодетели и изяждат ритуално части от телата им. Илинойс не подозират какво се е случило с техните войни и през следващия сезон, след като нямат все още никаква вест от тях изпращат хора да ги търсят. Те откриват костите им в изоставеното село на уинебаго, които междувременно се преместили на един остров в езерото Уинебаго. Илинойс си отмъщават по страшен начин. Малцина уинебаго оцеляват след тази война и намират спасение при меномините. Около 150 от тях са отведени като пленници в селата на илинойс, но след година им е разрешено да се завърнат при роднините си. В същото време на изток ирокезите се справят с враговете си един след друг. В резултат на това Уисконсин е залят от бежанци. Дотогава илинойс нямат проблем с тях нито и с ирокезите. Нещата се преобръщат, когато илинойс приемат в селата си бежанци хурони и тиононтати. Сенеките научават за това и поискали от илинойс да им предаде бежанците. Чувствайки се все още господари в региона илинойс отказват и през 1655 г. са нападнати от сенеките. Заради непрестанните ирокезки атаки, илинойс изоставят селата си на изток и се преместват на запад от Мисисипи. Междувременно групи фокс, сауки, кикапу, маями и маскутен окупират земите им в Южен Уисконсин, а група шоуни се установяват в централен Илинойс. През 1667 г. французите сключват мир с ирокезите, който обхваща и техните индиански съюзници и илинойс започват бавно да се завръщат в земите източно от Мисисипи.

### Война с ирокезите
Първоначално илинойс търгуват с французите в Грийн Бей, но през зимата на 1679 -80 г. е построен нов търговски пост в горната част на река Илинойс и търговията се пренася там. За да се сдобиват с повече кожи за търговия на илинойс им се налага често да навлизат в Индиана, Охайо и Мичиган, които сега принадлежат на ирокезите. Лигата се опитва да реши този въпрос чрез дипломация и изпращат пратеници в Макинак при отава да преговарят с илинойс. По време на преговорите илинойс убиват ирокезките пратеници. Научавайки за това предателство, Съветът на лигата веднага взима решение за война и 500 сенеки и 100 маями потеглят на запад да накажат илинойс. Походът им не остава незабелязан и много от индианците събрани около френския пост на река Илинойс побързали да напуснат и се отправят на запад. Някои групи илинойс също прекосяват Мисисипи, но около 500 войни от тамароа, еспеминкия и маруа със семействата си остават и устройват засада на сенеките и маямите при сливането на реките Вермилиън и Илинойс. Ирокезите успяват да ги отблъснат, прегрупират се и продължават похода си, докато не стигат до Голяма Каскаския. Битката за Голяма Каскаския продължава цели 8 дни. Накрая, по-доброто въоръжение на ирокезите си казва думата. Селото е превзето, а жителите му са избити. Само неколцина тамароа и маруа успяват да се спасят и прекосяват Мисисипи. Еспеминкия не се споменават повече след това. След година сенеките се връщат за втори удар, но откриват малко илинойс на изток от Мисисипи, с които да се бият.
След отстъплението на ирокезите, през 1681 г. Рене Робер дьо Ла Сал се връща на река Илинойс, за да възстанови търговския пост. Завършването на новия Форт Сен Луис отнело повече от година. В него имало малък гарнизон и за да го защитават французите започват да канят околните племена да се преместят близо до него. Хиляди индианци приемат поканата и се заселват в околностите на форта. Струпването на толкова много врагове не остава незабелязано от ирокезите и през 1684 г. те пристигат с много войни, решени да унищожат форта. Обсадата на Форт Сан Луис продължава 6 дни. Накрая ирокезите са принудени да се откажат и да се оттеглят. Ирокезкият неуспех слага повратна точка в Бобровите войни. Французите побързали да организират племената от региона в голям алианс, който да се бори с ирокезите. От 1687 г. алиансът предприема настъпление и до 1690 г. ирокезите са изтласкани обратно в Ню Йорк, където заемат отбранителна позиция.

### Началото на края за илиной
След голямото клане в Голяма Каскаския, илинойс никога повече не успяват да се съвземат и не взимат участие във войната срещу ирокезите. През 1701 г. е сключен мир с ирокезите и с това се слага края на Бобровите войни. Илинойс пострадали доста в тези войни, но истинските им проблеми започват след 1690 г. Постепенно съседните племена заграбват все повече от земите им. Десетгодишна война на запад с осейджите и мисури принуждава моингуена, пеория, тапуаро и коиракоентанон да изоставят земите в североизточно Мисури и югоизточна Айова. След преместването им в Илинойс моингуена са абсорбирани от пеория, а тапуаро и коиракоентанон от каскаския. На юг, между 1693 и 1698 г. куапо принуждават чепуса и мичигамеа да изоставят североизточен Арканзас и да се преместят в Илинойс, където чепуса са асимилирани от мичигамеа. До 1703 г. почти всички племена и групи илинойс са ограничени до долната част на река Илинойс. Само пеория остават в горната и част и по време на Първата война фокс (1712 – 1716) воюват с фоксите.

### Илинойс и французите
През 1708 г. страната Илинойс става част от Френска Луизиана и от 1720 г. първите френски заселници се установяват трайно в Каскаския. Същевременно войните на илинойс с фоксите, осейджите и мисури се ожесточават, а серия от епидемии влошават нещата още повече. През 1723 г. французите успяват да помирят враждуващите племена. Но нова война избухва в Айова между фокс от една страна и осейджите, айова и мисури от друга. За да се борят с толкова много врагове на фокс им трябват съюзници и те се съюзяват със старите си врагове дакота. Французите приемат този съюз като заплаха и взимат решение за пълното унищожение на фоксите. Така избухва Втората война фокс (1728 – 1737). С интриги, подаръци и уговорки французите успяват да привлекат повечето племена в региона на своя страна в тази война и фокс се оказват сами срещу множество врагове. След войната от фокс остават едва 600 души, които намират убежище при сауките. Дотогава илинойс продължават да бъдат лоялни френски съюзници. След 1746 г. съседните племена отново започват да завземат части от земите им. През 1752 г. обединен отряд от фокси, уинебаго, сауки, кикапу и дакота унищожава селото на мичигамеа южно от Кахокия.
По време на Френската и индианска война (1755 – 1763), илинойс разполагат с по-малко от 500 войни, но въпреки това взимат участие в сраженията в Ню Йорк, Пенсилвания и Вирджиния като френски съюзници. След поражението на французите през 1763 г. илинойс се присъединяват към Понтиак във въстанието му срещу новите английски господари. Илинойс продължават да бъдат толкова ревностни френски съюзници, че когато Понтиак подписва мир с англичаните те приемат това като предателство и през 1769 г. Понтиак е убит от войн пеория в Кахокия. Старият френски алианс не прощава това убийство и много войни отава, оджибве, потауатоми, сауки, фокс, кикапу, маскутен и уинебаго се включват в отмъстителна война срещу илинойс. Само около 600 илинойс общо оцеляват след тази война.

### Отношения със САЩ
По време на Американската революция, останали твърде малобройни, илинойс решават да бъдат неутрални. След революцията, през 1795 г. вождовете на племето продават на американците 150 000 акра от земите им за строежа на военни постове. През 1802 г. между илинойс и шоуните избухва кратка война, в резултат на която тамароа се сливат с каскаския. През 1803 г., останали вече без достатъчно войни за защита на родината им те минават под американска защита и отстъпват на американците почти всичката им останала земя (9 млн. акра). През 1818 г. продават и останалата им земя и се преместват в Мисури. През 1823 г. останалите живи илинойс, предимно от пеория и каскаския са преместени в източен Канзас, където през 1854 г. се обединяват с пианкашо и уеа. Обединеното племе, известно вече само като пеория се премества в Оклахома през 1867 г.

## Илинойс днес
В началото на 21 век потомците на племената илинойс са членове на федерално признатото племе Пеория племето на индианците на Оклахома. Седалището на племето е в Маями, Оклахома.